# Liste der Nummer-eins-Country-Alben in den USA (1980)
Dies ist eine Liste der Nummer-eins-Alben in den von Billboard ermittelten Verkaufscharts für Country-Alben in den USA im Jahr 1980. In diesem Jahr gab es zehn Nummer-eins-Alben.

| ← 1979 ← | Liste der Nummer-eins-Country-Alben in den USA | Liste der Nummer-eins-Country-Alben in den USA | Liste der Nummer-eins-Country-Alben in den USA        | 1981 →                    |
| \| Zeitraum \| Wo. ges. \| Interpret \| Titel \| Zusätzliche Informationen \| \| (Zeitraum, Wochen auf Platz eins, Interpret, Titel, zusätzliche Informationen) \| \| \| \| \| \| ------------------------------------------------------------------------------ \| -------- \| ---------------------------------- \| -------------------------------------------------------- \| ------------------------- \| \| 29. Dezember 1979 – 2. Mai 1980 18 Wochen (insgesamt 25) \| 25 \| Kenny Rogers \| Kenny[1] \| - \| \| 3. Mai 1980 – 9. Mai 1980 1 Woche (insgesamt 1) \| 1 \| Charley Pride \| There’s a Little Bit of Hank in Me[2] \| - \| \| 10. Mai 1980 – 16. Mai 1980 1 Woche (insgesamt 1) \| 1 \| Kenny Rogers \| Gideon[3] \| - \| \| 17. Mai 1980 – 23. Mai 1980 1 Woche (insgesamt 2) \| 2 \| Charley Pride \| There’s a Little Bit of Hank in Me \| - \| \| 24. Mai 1980 – 30. Mai 1980 1 Woche (insgesamt 2) \| 2 \| Kenny Rogers \| Gideon \| - \| \| 31. Mai 1980 – 6. Juni 1980 1 Woche (insgesamt 16) \| 16 \| Waylon Jennings \| Greatest Hits[4] \| - \| \| 7. Juni 1980 – 11. Juli 1980 5 Wochen (insgesamt 7) \| 7 \| Kenny Rogers \| Gideon \| - \| \| 12. Juli 1980 – 1. August 1980 3 Wochen (insgesamt 3) \| 3 \| Waylon Jennings \| Music Man[5] \| - \| \| 2. August 1980 – 12. September 1980 6 Wochen (insgesamt 6) \| 6 \| Original Motion Picture Soundtrack \| Urban Cowboy[6] \| - \| \| 13. September 1980 – 19. September 1980 1 Woche (insgesamt 1) \| 1 \| Eddie Rabbitt \| Horizon[7] \| - \| \| 20. September 1980 – 3. Oktober 1980 2 Wochen (insgesamt 8) \| 8 \| Original Motion Picture Soundtrack \| Urban Cowboy \| - \| \| 4. Oktober 1980 – 14. November 1980 6 Wochen (insgesamt 6) \| 6 \| Willie Nelson & Family \| Honeysuckle Rose (Music from the Original Soundtrack)[8] \| - \| \| 15. November 1980 – 19. Dezember 1980 5 Wochen (insgesamt 5) \| 5 \| Kenny Rogers \| Greatest Hits[9] \| - \| \| 20. Dezember 1980 – 26. Dezember 1980 1 Woche (insgesamt 1) \| 1 \| Ronnie Milsap \| Greatest Hits[10] \| - \| |                                                |                                                |                                                       |                           |
| ← 1979 |                                                |                                                |                                                       | → 1981 →                  |
| Zeitraum | Wo. ges.                                       | Interpret                                      | Titel                                                 | Zusätzliche Informationen |
| (Zeitraum, Wochen auf Platz eins, Interpret, Titel, zusätzliche Informationen) |                                                |                                                |                                                       |                           |
| 29. Dezember 1979 – 2. Mai 1980 18 Wochen (insgesamt 25) | 25                                             | Kenny Rogers                                   | Kenny                                                 | -                         |
| 3. Mai 1980 – 9. Mai 1980 1 Woche (insgesamt 1) | 1                                              | Charley Pride                                  | There’s a Little Bit of Hank in Me                    | -                         |
| 10. Mai 1980 – 16. Mai 1980 1 Woche (insgesamt 1) | 1                                              | Kenny Rogers                                   | Gideon                                                | -                         |
| 17. Mai 1980 – 23. Mai 1980 1 Woche (insgesamt 2) | 2                                              | Charley Pride                                  | There’s a Little Bit of Hank in Me                    | -                         |
| 24. Mai 1980 – 30. Mai 1980 1 Woche (insgesamt 2) | 2                                              | Kenny Rogers                                   | Gideon                                                | -                         |
| 31. Mai 1980 – 6. Juni 1980 1 Woche (insgesamt 16) | 16                                             | Waylon Jennings                                | Greatest Hits                                         | -                         |
| 7. Juni 1980 – 11. Juli 1980 5 Wochen (insgesamt 7) | 7                                              | Kenny Rogers                                   | Gideon                                                | -                         |
| 12. Juli 1980 – 1. August 1980 3 Wochen (insgesamt 3) | 3                                              | Waylon Jennings                                | Music Man                                             | -                         |
| 2. August 1980 – 12. September 1980 6 Wochen (insgesamt 6) | 6                                              | Original Motion Picture Soundtrack             | Urban Cowboy                                          | -                         |
| 13. September 1980 – 19. September 1980 1 Woche (insgesamt 1) | 1                                              | Eddie Rabbitt                                  | Horizon                                               | -                         |
| 20. September 1980 – 3. Oktober 1980 2 Wochen (insgesamt 8) | 8                                              | Original Motion Picture Soundtrack             | Urban Cowboy                                          | -                         |
| 4. Oktober 1980 – 14. November 1980 6 Wochen (insgesamt 6) | 6                                              | Willie Nelson & Family                         | Honeysuckle Rose (Music from the Original Soundtrack) | -                         |
| 15. November 1980 – 19. Dezember 1980 5 Wochen (insgesamt 5) | 5                                              | Kenny Rogers                                   | Greatest Hits                                         | -                         |
| 20. Dezember 1980 – 26. Dezember 1980 1 Woche (insgesamt 1) | 1                                              | Ronnie Milsap                                  | Greatest Hits                                         | -                         |